# NGC 7788
NGC 7788 је расејано звездано јато у сазвежђу Касиопеја које се налази на NGC листи објеката дубоког неба.
Деклинација објекта је + 61° 24' 0" а ректасцензија 23h 56m 46,0s. Привидна величина (магнитуда) објекта NGC 7788 износи 9,4. NGC 7788 је још познат и под ознакама OCL 275.